# Egeloco
Egeloco (in greco antico: Ἡγέλοχος?, Hēghélochos; Atene, ... – dopo il 408 a.C.) è stato un attore ateniese, particolarmente noto per una sua gaffe ripresa da molti commediografi contemporanei.

## Biografia
Nel 408 a.C. Egeloco, avendo il ruolo di primo attore (cioè Oreste) dell’Oreste di Euripide, al verso 279 ("ἐκ κυμάτων γὰρ αὖθις αὖ γαλήν᾽ ὁρῶ", "dopo le onde del mare vedo di nuovo la bonaccia") in luogo di γαλήν᾽ (apocope di γαληνά, "bonaccia") pronunciò γαλῆν ("donnola").
Questo episodio di paronimia fu ridicolizzato da vari poeti comici:
(Aristofane, Le rane, vv. 303-304)
(Strattide, Oreste umano, fr. 1 Kassel-Austin)
(Strattide, fr. 63 Kassel-Austin)
(Sannirione, Danae, fr. 8 Kassel-Austin)
Egeloco viene citato anche da Platone Comico (fr. 235 Kassel-Austin), da Gaio Lucilio (fr. 567) e da vari scoli.